# Rio Călugărul (Horăiţa)
O Rio Călugărul é um rio da Romênia, afluente do Horăiţa, localizado no distrito de Neamţ.